# Albert Bond Lambert
Albert Bond Lambert, detto Al (Alexandria, 6 dicembre 1875 – Saint Louis, 12 novembre 1946), è stato un golfista e aviatore statunitense.

## Biografia
Albert Lambert era figlio di Jordan W. Lambert, fondatore della Lambert Pharmaceutical Company che produceva la Listerine. Studiò all'università della Virginia e diventò direttore generale dell'azienda di famiglia nel 1896. Nel 1923, fu presidente ma tre anni dopo decade dalla carica perché l'azienda fu acquisita da un'altra firma.

### Carriera golfistica
Lambert partecipò alle Olimpiadi di Parigi del 1900, ottenendo il dodicesimo posto nel torneo maschile, ed alle Olimpiadi di St. Louis del 1904, vincendo la medaglia d'argento con la Trans-Mississippi Golf Association nel torneo a squadre di golf.

### Aviazione
Lambert fu commissario di polizia di St. Louis e industriale locale. Nel 1906 i interessò di aviazione e studiò le mongolfiere. Nel 1907, fu uno dei fondatori della Aero Club of St. Louis. Questo speciale club utilizzava i gradi militari per definire i suoi componenti e Lambert ebbe il grado di "maggiore". Frequentò la Smith Academy alla Università Washington a Saint Louis.
Nel 1909, incontrò i fratelli Wright e da questi acquistò il suo primo aereo. Prese lezioni di volo da Orville Wright, e nel 1911 fu il primo residente a St. Louis ad avere la licenza come pilota. Durante la prima guerra mondiale, Lambert fu istruttore di mongolfiera e paracadutismo della sezione di aviazione della Army Signal Corps.
Nel 1925, per 68000 $, Lambert acquistò il Kinloch Field a Kinloch, un campo a nord-ovest di St. Louis utilizzato per le ascensioni di mongolfiere e per il primo incontro internazionale di aerei. Nei successivi sette anni, Lambert, a proprie spese, sviluppò il campo con piste e hangar. Nel 1927 fece parte del comitato dei sostenitori di St. Louis per l'acquisto dello Spirit of St. Louis, aereo appartenuto a Charles Lindbergh con il quale sorvolò da solo l'Oceano Atlantico fino a Parigi. Nel 1928, Lambert vendé alla città di St. Louis il suo campo d'aviazione per 68000 $. Il primo aeroporto municipale degli Stati Uniti, Aeroporto Internazionale Lambert-St. Louis, è così denominato in suo onore.

## Palmarès
- Olimpiadi

St. Louis 1904: argento nel golf a squadre.